# Maksim Mrvica
Maksim Mrvica (pronunciação croata: [mâksim mr̩̂ʋitsa]; nascido em 3 de maio de 1975) é um pianista croata. Ele toca músicas de crossover clássica.

## Biografia
Mrvica nasceu em Šibenik, Croácia. Ele teve aulas de piano aos nove anos de idade. Três anos depois, ele fez sua primeira apresentação em concerto do Concerto para Piano em Dó Maior de Haydn. Quando a guerra estourou em 1991, tanto Mrvica quanto seu professor estavam determinados a não atrapalhar seus estudos musicais. Apesar da guerra e da turbulência ao redor, Mrvica participou e venceu sua primeira grande competição em Zagreb em 1993.
Mrvica passou a estudar na Academia de Música em Zagreb, onde passou cinco anos com o professor Vladimir Krpan, quem foi aluno de Arturo Benedetti Michelangeli. Ele então passou um ano na  Liszt Ferenc Zeneművészeti Egyetem (Academia de Música Franz Liszt) em Budapeste e durante este ano ele ganhou o primeiro prêmio no Concurso Internacional de Piano Nikolai Rubinstein. Em 2000, mudou-se para Paris para estudar com Igor Lazko e ganhou o primeiro prêmio no Concurso de Piano de Pontoise em 2001.

## Apelo internacional
Mrvica foi visto por Tonči Huljić, que compôs várias faixas para o quarteto de cordas crossover, e foi Tonči quem colocou Mrvica em contato com o empresário britânico Mel Bush. A EMI Classics também estava interessada em Mrvica e logo um novo álbum estava em andamento. Este álbum foi The Piano Player, que deu um novo giro às composições de Handel e Chopin. Desde o seu lançamento em 2003, tem sido bem sucedido, na Ásia, onde alcançou status Gold em Cingapura, Malásia, Indonésia e China, Platinum em Taiwan e Croácia e Double Platinum em Hong Kong. Ele também ficou em primeiro lugar na parada pop internacional de HMV em Hong Kong por doze semanas consecutivas.
Sob a administração de Mel Bush, as performances de Mrvica geralmente acontecem em um cenário de efeitos especiais de iluminação, palco e vídeo.
A peça de Mrvica "Exodus" foi usada como música de fundo da ginasta artística russa Anna Pavlova nos Jogos Olímpicos de Pequim de 2008.

## Discografia

### Álbuns
- 1999 – Gestures (Lisinski Studios)
- 2003 – The Piano Player (EMI)
- 2004 – Variations Part I & II (EMI)
- 2005 – A New World (EMI)
- 2006 – Electrik (EMI)
- 2007 – Pure (MBO)
- 2008 – Pure II (MBO)
- 2008 – Greatest Maksim (EMI)
- 2010 – Appassionata (Universal)
- 2012 – The Movies (Universal)
- 2014 – Mezzo e Mezzo (Universal)
- 2015 – Croatian Rhapsody (Universal)
- 2018 – New Silk Road (Universal)